# Каховская линия
Кахо́вская линия — упразднённая одиннадцатая по официальной нумерации (десятая по хронологии) и самая короткая линия Московского метрополитена. Располагалась на юге Москвы, на территории Южного и Юго-Западного административных округов города. Была открыта в составе участка Горьковско-Замоскворецкой линии «Автозаводская» — «Каховская» 11 августа 1969 года. С 20 ноября 1995 года по 26 октября 2019 года имела статус самостоятельной линии, после чего была закрыта на реконструкцию, по окончании которой 1 марта 2023 года была включена в состав Большой кольцевой линии.
Среднее время поездки по всей линии составляло около 5 минут, средняя скорость движения подвижного состава — 39-40 км/ч. Среднесуточный пассажиропоток линии в 2007 году составлял 69 тысяч человек. По данным 2010 года, на линии было задействовано около 60 вагонов. На схемах обозначалась бирюзовым цветом и числом  (до 2016 года — номером , который был передан Большой кольцевой линии).

## История
Первоначально линия была частью Горьковско-Замоскворецкой линии, участок которой от «Коломенской» до «Каховской» был открыт 11 августа 1969 года. После запуска участка Замоскворецкой линии от «Каширской» до «Орехово» в 1984 году движение по будущей Каховской линии было вилочным. Из-за большой нагрузки на Замоскворецкую линию такой режим работы создавал ряд проблем, и 20 ноября 1995 года участок «Каширская» — «Каховская» был выделен в самостоятельную Каховскую линию, но ещё несколько лет на официальных схемах в вагонах Каховская линия была изображена вместе с Замоскворецкой линией, после чего стала изображаться под своим цветом и номером 11 (а впоследствии — 11А). Между линиями на станции «Каширская» организована кросс-платформенная пересадка. Небольшое число поездов в течение дня продолжало следовать с пассажирами с Замоскворецкой на Каховскую линию до станции «Варшавская», за которой находится съезд в электродепо ТЧ-7 «Замоскворецкое», а также до станции «Каховская» и далее в тупики на ночную расстановку.
По Генеральному плану 1971 года было предусмотрено строительство Большого кольца метрополитена, которое должно было включить в себя участок Замоскворецкой линии «Каширская» — «Каховская» и проектируемый на тот момент участок Сокольнической линии «Черкизовская» — «Улица Подбельского» (ныне «Бульвар Рокоссовского»). В 2011 году принято решение об объединении проектов Большого кольца и Третьего пересадочного контура (ныне Большой кольцевой линии). Для Каховской линии новый проект не внёс существенных изменений — её также планировалось полностью включить в состав видоизменённого второго кольца.
В силу того, что ТЧ-7 «Замоскворецкое» продолжило обслуживание Замоскворецкой линии, и рейсы в/из депо сообщением Варшавская — Речной вокзал и обратно продолжали осуществляться с пассажирами вплоть до 29 марта 2019 года, признание новой линии наступило не сразу: на ряде неофициальных схем Каховская линия стала отмечаться как самостоятельная с 1998—1999 годов, а в октябре 1997 года редакторы выходившей в то время на Первом канале (ОРТ) телеигры «Золотая лихорадка» при составлении первого же задания самого первого выпуска игры допустили грубую ошибку, включив Каховскую линию в общее задание с Замоскворецкой, где оба зала станции метро «Каширская» были отмечены как одна станция.
30 марта 2019 года станция «Каховская» была закрыта на реконструкцию в связи с подготовкой к дальнейшему включению Каховской линии в состав Большой кольцевой и строительством дополнительной соединительной ветви в ТЧ-7 «Замоскворецкое», через которое стал осуществляться оборот составов Каховской линии из-за отсутствия путевого развития за станцией «Варшавская». 26 октября 2019 года движение на Каховской линии было полностью прекращено в связи с закрытием станции «Варшавская» на реконструкцию. Выдача поездов из ТЧ-7 на Замоскворецкую линию по уцелевшему 1-му пути перегона Варшавская — Каширская продолжалась до апреля 2021 года, после чего электродепо было окончательно отключено от сети метрополитена для переключения путей на строящийся участок БКЛ к западу от «Каховской», а сам путь был разобран для последующей реконструкции. 7 декабря 2021 года станция «Каховская» была повторно открыта вместе с частью перегона Каховская — Варшавская, временно функционировавшей в режиме ССВ в ТЧ-7 через новопостроенные соединенительные тоннели. Также в 2020—2021 годах произведена ликвидация построенного в 1995 году оборотного тупика на «Каширской»: съезд из тупикового пути на 4-й путь «Каширской» перестроен в соединительную вентшахту перегона Каширская — Кленовый бульвар, остальные тоннели были перестроены под главные пути того же перегона, а торец тупика замурован.
Движение повторно открыто 1 марта 2023 года в составе Большой Кольцевой линии.
В 1995—2014 и 2017—2019 годах являлась самой короткой линией Московского метро. После упразднения Каховской линии этот статус перешёл сначала к Некрасовской, затем — к Бутовской линии, в период с 7 сентября по 28 декабря 2024 года самой короткой являлась Троицкая линия.

## Пересадки
| Пересадка на линию        | Со станции  | На станцию        |
| ------------------------- | ----------- | ----------------- |
| Замоскворецкая            | «Каширская» | «Каширская»       |
| Серпуховско-Тимирязевская | «Каховская» | «Севастопольская» |

## Депо и подвижной состав

### Депо, обслуживавшие линию
| Электродепо           | Период    |
| --------------------- | --------- |
| ТЧ-7 «Замоскворецкое» | 1995—2019 |

### Количество вагонов в составах
| Количество | Период    |
| ---------- | --------- |
| 6          | 1995—2019 |

Также на участке «Варшавская» — «Каширская» по линии следовали восьмивагонные поезда, выходившие и заходившие в ТЧ-7 «Замоскворецкое» с Замоскворецкой линии.

### Типы вагонов, использовавшихся на линии
| Тип вагонов                | Период                           |
| -------------------------- | -------------------------------- |
| 81-717/714, 81-717.5/714.5 | 20 ноября 1995 — 25 октября 2019 |
| 81-720/721 «Яуза»          | 25 августа 2008 — 30 июля 2019   |
| 81-717.5М/714.5М           | 2017 — 2019                      |

### Именные поезда
До января 2017 года на линии эксплуатировался именной поезд «Читающая Москва», переданный в 2012 году с Кольцевой линии в депо «Замоскворецкое». От обычных составов снаружи поезд отличался надписью с обозначением акции на внешней стороне вагона. Внутри вагонов поезда были размещены изображения литературных персонажей, репродукции характерных сцен и отрывки из известных произведений отечественной и мировой литературы для детей и взрослых.

## Средства сигнализации и связи
Основное средство сигнализации — двузначная автоблокировка с автостопами и защитными участками, дополненная АЛС-АРС и сигналами «один жёлтый огонь», «один жёлтый и один зелёный огни». Напольное оборудование АЛС-АРС — МАРС 1/5.

## Аварии

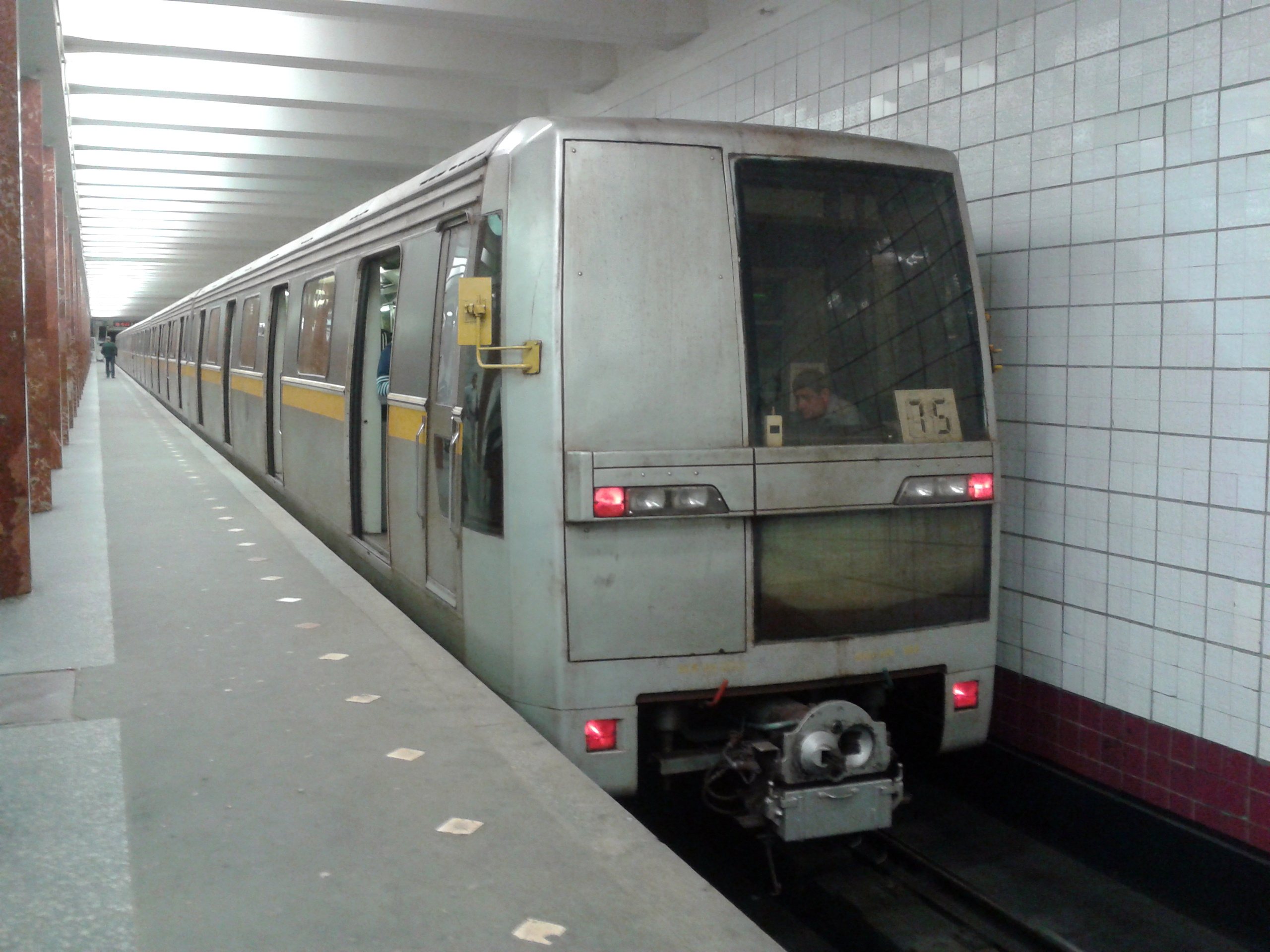
Вагоны типа «Яуза», работавшие на Каховской линии до столкновения 30 июля 2019 года

### Авария энергосети 25 мая 2005 года
25 мая 2005 года движение поездов на линии отсутствовало из-за аварии на энергосети.

### Столкновение поездов 30 июля 2019 года
30 июля 2019 года на уклоне станции «Каширская» при следовании в оборотный тупик произошло столкновение двух поездов модели 81-720/721 «Яуза». Авария произошла в результате самопроизвольного отпуска тормозов неисправного состава. При этом были повреждены автосцепки обоих поездов, а машинист аварийного состава получил ушибы рёбер. Вплоть до 2 августа для устранения аварии движение между станциями «Каширская» и «Варшавская» было организовано по челночной схеме. Последствием столкновения стало окончание пассажирской эксплуатации вагонов типа 81-720/721 «Яуза».